# Otacon
Hal Emmerich, meglio conosciuto con lo pseudonimo Otacon, è un personaggio della serie di videogiochi Metal Gear. Compare in tre capitoli canonici della saga: Metal Gear Solid, Metal Gear Solid 2: Sons of Liberty e Metal Gear Solid 4: Guns of the Patriots. Otacon è uno dei personaggi preferiti da Hideo Kojima, il creatore della serie.

## Storia
Da giovane Hal è stato una matricola del MIT e ha ottenuto il Ph.D. all'Università di Princeton. In seguito fu reclutato dall'FBI, ma poi licenziato dopo averne manomesso il suo database. Successivamente fu assunto dalla ArmsTech, per occuparsi del progetto Metal Gear REX.
Otacon ritiene la sua famiglia "maledetta" poiché suo nonno ha partecipato al Progetto Manhattan e suo padre è nato lo stesso giorno del bombardamento su Hiroshima.
Otacon, tormentato dal senso di colpa che lo affligge per aver creato il Metal Gear REX, un'arma di distruzione di massa in grado di far scoppiare una guerra nucleare, collabora con Solid Snake a Shadow Moses, rivelandogli le informazioni su come distruggere il Metal Gear, in quanto scienziato responsabile della sua costruzione, e occupandosi delle telecamere e delle porte di sicurezza durante la fuga finale. Inoltre spiegherà a Snake come immettere il codice di disattivazione del veicolo nucleare.
Nel corso di Metal Gear Solid, Otacon s'innamora di Sniper Wolf, uno dei membri della FOXHOUND, probabilmente per effetto della Sindrome di Stoccolma.
Otacon ha un ruolo importante anche nel corso del secondo episodio della saga. Alcuni anni dopo la morte di Liquid Snake, fonda, con la collaborazione di Solid Snake, un'organizzazione non governativa denominata Philanthropy, che ha lo scopo di evitare qualsiasi minaccia proveniente dai Metal Gear. Nello stesso videogioco è presente, per la prima volta, la sua sorellastra, Emma Emmerich, da lui chiamata "E.E.". Emma, tuttavia, viene uccisa da Vamp, uno dei membri della Dead Cell, senza che Hal abbia la possibilità di salvarla. Questo lo fa crollare nella disperazione, ma viene incoraggiato da Snake e porta in salvo gli ostaggi.
Otacon è un grande appassionato di cartoni animati giapponesi e, durante il primo dialogo con Snake, afferma che l'idea del Metal Gear gli è nata durante la visione di un anime, i cui protagonisti erano i robot (mecha).
Nel corso dell'operazione "Snake Eater" (presente nel videogioco Metal Gear Solid 3: Snake Eater), che si svolge durante gli anni sessanta, il giocatore scopre che il padre di Otacon (Dr. "Huey" Emmerich) era un amico dell'ingegnere sovietico Aleksandr Leonovitch Granin, l'uomo che ha progettato per la prima volta un carro armato bipede. Probabilmente Otacon ha sviluppato il REX basandosi sui disegni del padre. Ma è anche possibile che la ArmsTech abbia comprato i disegni di Granin e che Otacon si sia limitato a svilupparne solo una forma moderna, senza conoscere il rapporto di amicizia tra Granin e suo padre (infatti al termine di Metal Gear Solid 3 è possibile sentire Revolver Ocelot che, parlando con il direttore della CIA, racconta di aver trovato dei disegni che potrebbero essere usati per costruire una nuova arma nucleare americana, quindi si può escludere che Granin abbia mandato i suoi disegni al padre di Otacon).
Otacon è tra i protagonisti del capitolo conclusivo della saga, Metal Gear Solid 4: Guns of the Patriots, dove affianca un invecchiato Solid Snake nell'ultima battaglia contro il fratello Liquid Snake ed i Patriots. Otacon aiuta Snake per mezzo di un piccolo robot con controllo remoto chiamato Metal Gear Mk. 2. Dopo un'operazione di salvataggio in Sud America, lo scienziato viene avvicinato dalla dottoressa Naomi Hunter che, vicina alla morte, vuole affidargli il completamento del virus in grado di distruggere definitivamente le IA dei Patriots. Sarà lo stesso Otacon, inconsapevolmente, a far cambiare idea alla dottoressa. Il virus verrà infatti completato da Sunny (la figlia di Olga Gurlukovich che Otacon ha preso con sé dopo gli eventi di Metal Gear Solid 2: Sons of Liberty), che integrerà il virus incompleto di Naomi con quello creato da Emma Emmerich per distruggere il GW implementato sulla Big Shell. Alla fine della battaglia Otacon decide di seguire Snake fino alla fine: sarà l'ultimo testimone della vita dell'amico, impegnandosi a tramandare le sue gesta alle generazioni future.

## Origine del nome
Il nome Otacon è la contrazione di Otaku Convention. Il suo vero nome, "Hal", è un omaggio ad HAL 9000, il computer presente nel film 2001: Odissea nello spazio, uno dei tanti film citati nel corso di Metal Gear Solid. Nel finale con Otacon, Hal e Snake fanno direttamente riferimento al film (in quanto il nome di Snake è David, come il protagonista di 2001). Il cognome "Emmerich" deriva da Roland Emmerich, uno dei registi preferiti di Hideo Kojima.
Durante il primo incontro tra Hal e Solid Snake, Otacon spiega chiaramente che Otacon deriva da Otaku, un ragazzo a cui piacciono i film d'animazione giapponesi.